# Ich, die Nonne und die Schweinehunde
Ich, die Nonne und die Schweinehunde (Originaltitel: Io monaca... per tre carogne e sette peccatrici) ist ein italienisch-deutscher Trash- und Exploitationfilm mit starken Actionelementen aus dem Jahre 1972 von Ernst Ritter von Theumer. Die Hauptrollen spielen Tony Kendall (als „Ich“), Monica Teuber (als die Nonne) und William Berger (als einer der Schweinehunde).

## Handlung
Irgendwo in südlichen Gefilden: Die katholische Glaubensschwester Maria geht ganz in ihrem Werk zum Ruhme Gottes auf. Derzeit kümmert sie sich um das Seelenheil von einer Reihe von „Sünderinnen“ (wie der italienische Filmtitel euphemistisch verheißt), allesamt Strafgefangene, die ziemlich tough und abgebrüht sind, von ihren Wärterinnen jedoch regelmäßig schikaniert und geschlagen, gedemütigt und sexuell missbraucht werden. Maria will unbedingt die Lebensbedingungen der Mädchen verbessern und setzt sich daher beim Gefängnisdirektor dafür ein, dass sieben dieser Frauen tagsüber unter Aufsicht von Wärtern (und der Gottes) im nahe gelegenen Konvent arbeiten dürfen. Doch diese „sieben Sünderinnen“ haben es faustdick hinter den Ohren. Sie sind alles andere als zahme Unschuldslämmer, und prompt gelingt es ihnen bereits am ersten Tag, ihre Bewachung zu überwältigen und auszuschalten. Mit Waffengewalt werden die anderen Konventbewohnerinnen dazu genötigt, sich ihrer Ordenstracht zu entledigen, da die weiblichen Gefangenen selbige überziehen wollen, um in ihnen ganz unauffällig als Dienerinnen Gottes fliehen zu können. Um das Schrecklichste zu verhindern, schließt sich Schwester Maria den mit einem Maschinengewehr bewaffneten Verbrecherinnen an.
Die Entflohenen versuchen zunächst bei einer Bekannten unterzukommen. Doch dies ist eine Falle, sind sie doch direkt in die Arme des kaltlächelnden Mädchenhändlers Bob Shaw geraten. Shaw und sein alter Kumpel Jeff haben schon so manches Ding gedreht, doch bei Mädchenhandel, so macht Jeff unmissverständlich klar, mache er nicht mit. Und so verweigert Jeff denn auch sein Schiff zwecks Weitertransports der Mädchen. Der skrupellose Bob plant, die Frauen inklusive der Nonne Maria an einen Scheich namens El Kadir zu verhökern. Es kommt zu einem handfesten Schusswechsel, als plötzlich die Polizei im Hafen eintrifft. Die weibliche „Ware“ wird daraufhin auf einen LKW verladen. Jeff erweist sich bald zum Retter der schutzlosen Frauen. Gemeinsam versucht der kleine Trupp, unter der glühenden Sonne das Land über die Berge zu verlassen. Doch El Kadir hat noch längst nicht aufgegeben, er will seine hübsche „Ware“ nicht einfach so entkommen lassen. Der ruchlose Araber gedenkt sie seinen Soldaten in der Wüste zu deren Privatvergnügen zuzuführen. Die Frauen werden auf ihrer Flucht von anderen moslemischen Ungläubigen überfallen, die keinerlei Respekt vor christlichen Frauen zeigen, und diese vergewaltigen. Der schwarzen Nadja wird von einem sadistischen Zwerg ihr Rücken blutig gepeitscht. 
Schwester Maria ist mehr als verzweifelt, sie ist nun sogar bereit, bei der Rettung ihrer Schutzbefohlenen selbst zur Waffe zu greifen. Dabei gerät die Nonne einmal selbst in höchste Lebensgefahr, als durchgedrehte, verschleierte Araberinnen sie beinah zu Tode steinigen. Es folgen einige weitere Gefahren, und als sie sich fast in Sicherheit glauben, laufen sie prompt El Kadir und seiner Soldateska in die Arme. Jeff wird vorübergehend aus dem Verkehr gezogen, und die Frauen und die Nonne müssen nun endgültig sich den verdreckten, sabbernden Kadir-Leuten hingeben. Da kommt es zum finalen Showdown zwischen den Soldaten und den völlig enthemmten, bestialischen Arabern, der überaus blutig endet. Jetzt wird auch die gläubige Ordensschwester wild und hilft mit dem Maschinengewehr, die mannigfaltigen Gegner zu dezimieren.

## Produktionsnotizen
Ich, die Nonne und die Schweinehunde, auch unter dem Titel Die Rache der geschändeten Frauen bekannt, erlebte seine Uraufführung am 25. Mai 1972 und wurde in Deutschland erstmals am 18. Oktober 1973 gezeigt. Die deutsche Version erschien in einer Schnittfassung, die Barbara Pokras zugeschrieben wurde.
Regisseur Theumer, Hauptdarsteller William Berger, „Nonne“ Monica Teuber und Nebendarsteller Herb Andress arbeiteten sechs Jahre darauf auch bei dem blutrünstigen Anti-Heimatfilm Die Totenschmecker zusammen.

## Kritik
„Eine Nonne begleitet aus religiöser Sorge acht schwerkriminelle Jugendliche, die sich gewaltsam aus ihrem Strafgewahrsam befreien konnten, in den Norden Afrikas und findet dabei einen qualvollen Tod. Eine Mischung aus Sadismen und primitiver, mit Kitsch angereicherter Frömmelei.“